# Guszics vára
A Guszics vára (horvátul: Gusić grad) egy várrom Horvátországban, Likában, az Otocsánhoz tartozó Brlog település határában.

## Fekvése
Brlog településtől nyugatra, a mesterséges Gusić-víztározó feletti Siminovci-hegy tetején találhatók maradványai.

## Története
A korbáviai Gusić család a legősibb horvát nemesi családok közé tartozik. Annak a 12 horvát nemesi családnak az egyike, akik hatalmas birtokaik mellett királyválasztási joggal is rendelkeztek. Pavao Gusić egyike volt azoknak a horvát főuraknak, akik 1102-ben Kálmán királlyal megkötötték a Pacta conventát, így Horvátország perszonálunióba került a Magyar Királysággal. A Gusićok a Korbávia legbefolyásosabb és leggazdagabb nemesei voltak, székhelyüket Udbinán tartották. A 13. század végén a család feje Kurjak Gusić gróf lett, akinek utódait Kurjakovićoknak nevezték.
A család a 15. században az erős török támadások miatt északnyugatra települt át és a Gacka folyó mellett felépíttette Guszics várát. A várat 1575-ben a török elfoglalta és lerombolta. A Gusićok ezután először Zenggbe mentek, ahol különféle katonai feladatokat láttak el, majd Ogulinba és tovább északra Szlovéniába. A Gusić család leszármazottai ma is élnek Horvátországban és 18 másik országban.
Négy évvel később a császári katonai vezetés elrendelte az összes erődítmény, a katonai létszám és a fegyverzet összeírását annak érdekében, hogy az Oszmán Birodalom horvát határán újjáépítsék vagy lerombolják a rossz állapotban lévő erődítményeket. Ennek során arra jutottak, hogy a közeli Berlog várát le kell rombolni, míg a szomszédos Guszicsot újjá kell építeni, de kijavítására száz forintra lett volna szükség. Végül az újjáépítésből semmi sem lett.

## A várhoz fűződő legenda
A várhoz egy a nép ajkán továbbélő legenda is fűződik. Eszerint amikor oszmánok egyre inkább behatoltak az akkori Gacka megye területébe, a család feje úgy ítélte meg, hogy a várat nem lehet megvédeni és úgy döntött, hogy a családnak sürgősen vissza kell mennie a közeli Zenggbe. Sietve készen is álltak, hogy magukkal vigyék értékeiket, amelyeket pedig nem tudtak magukkal vinni azokat a vár udvarán lévő kútba dobták. A családfő lánya azonban határozottan megtagadta, hogy a családjával Zenggbe menjen. Mindenképpen a várban akart maradni, mert beleszeretett egy katonába (aki akkoriban valószínűleg a törökökkel harcolt) és nem akarta elhagyni őt. Ekkor az apja megátkozta. Az apai átok olyan volt, hogy a lány kígyóvá változott, amely a vár kútjában maradt és ott őrizte a kincseket. A legenda szerint azok, akik Guszics várában belenéznek a kútba, még ma is találnak ott egy kígyót, azaz Gusić kiátkozott lányát. A szerelmes boldogtalan lánynak ez a motívuma a kígyóvá változással és a kincs őrzésével más várral kapcsolatban ismert, a horvát legendák egyik visszatérő motívuma.

## A vár mai állapota
A várnak ma csak néhány kisebb falszakasza látható Siminovci-hegy tetején. A falmaradványok mellett a terepalakzatok valószínűsítik, hogy itt egykor épületek álltak.